# Chrysoperla carnea
Chrysoperla carnea là một loài côn trùng trong họ Chrysopidae. Nó phân bố ở nhiều nơi của Bắc Mỹ, Châu Âu và Châu Á. Các cá thể trưởng thành ăn mật hoa, phấn hoa và dịch ngọt do rệp tiết ra, nhưng ấu trùng lại là động vật săn mồi tích cực và chúng ăn thịt rệp và các côn trùng nhỏ khác. Nó đã được sử dụng làm tác nhân kiểm soát dịch bệnh sinh học đối với côn trùng gây hại trên cây trồng.
Chrysoperla carnea ban đầu được coi là loài duy nhất của chi với sự phân bố toàn khu vực Bắc bán cầu, nhưng hiện nay đã được chỉ ra là một tổ hợp của nhiều loài có quan hệ chị em khó hiểu. Chúng không thể phân biệt về mặt hình thái, nhưng có thể nhận ra thông qua sự khác nhau trong tần số tiếng rung động phát ra khi chúng sử dụng để giao tiếp với nhau, đặc biệt là trong thời gian chúng mời gọi bạn tình.

## Hình ảnh

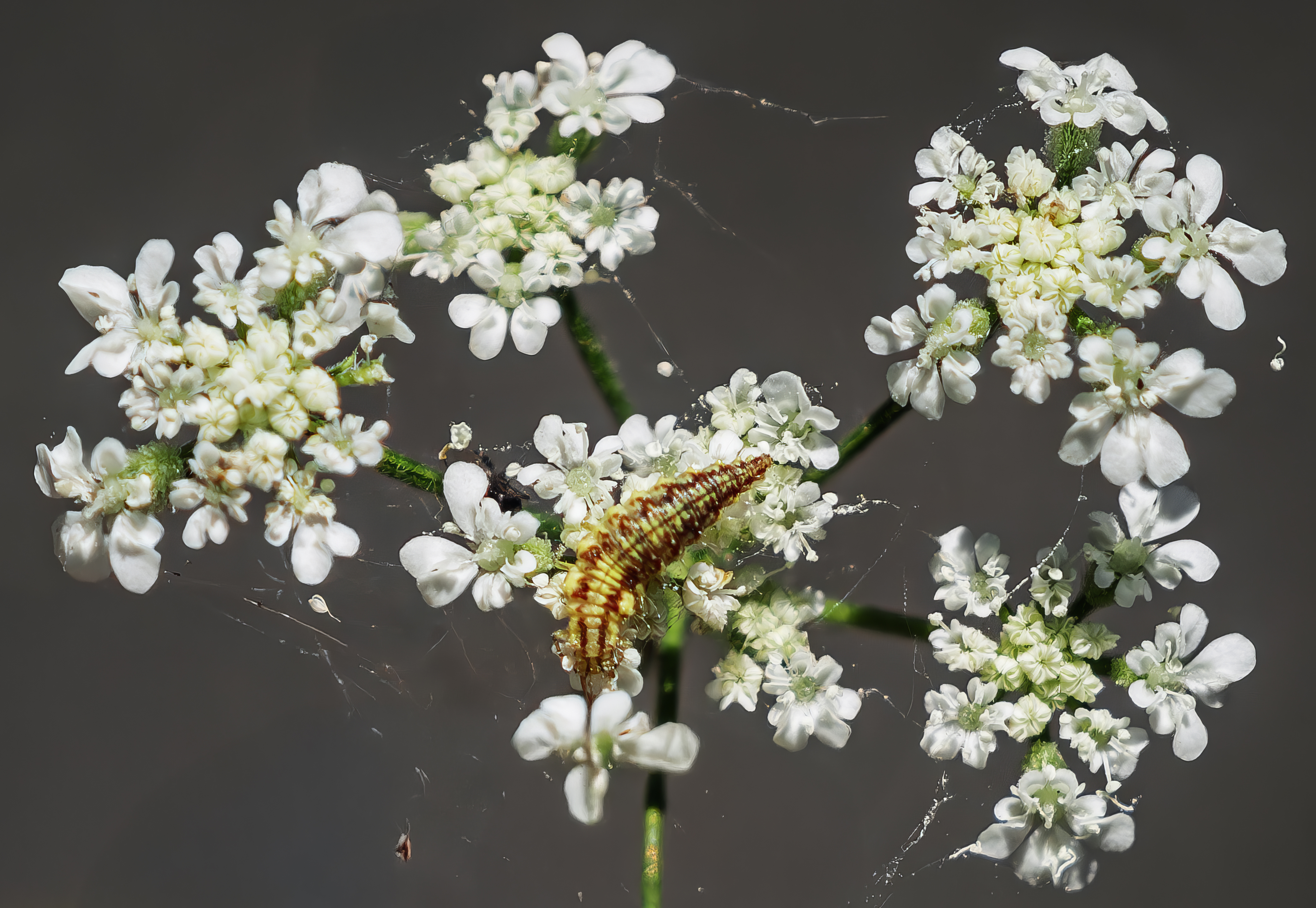
Ấu trùng Chrysoperla carnea trên Torilis arvensis
Chrysoperla carnea
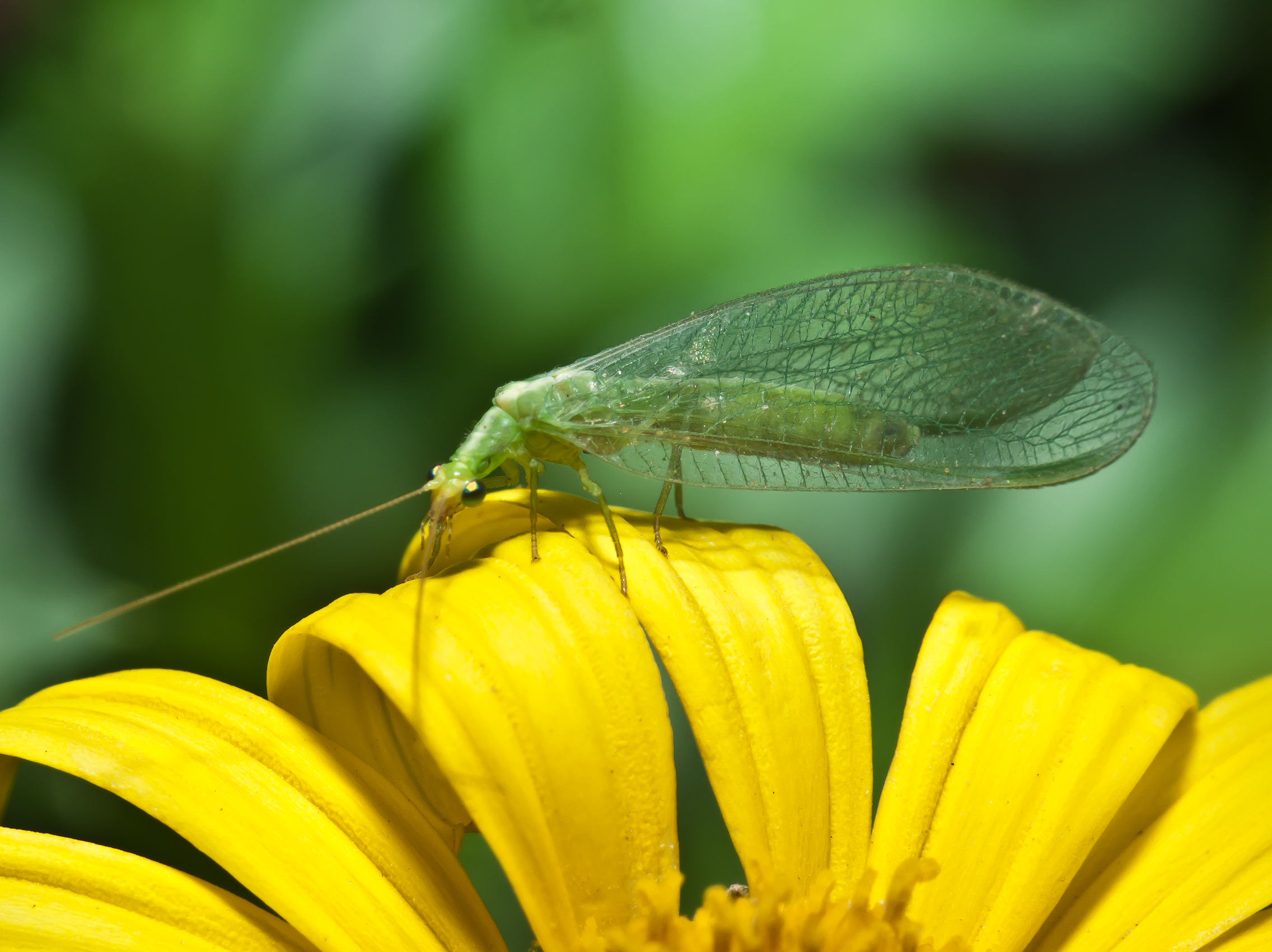
Chrysoperla carnea